# Nazarlo
Nazarlo (gruz. ნაზარლო) – wieś w Gruzji, w Dolnej Kartlii, w gminie Gardabani. W 2002 roku liczyła 5808 mieszkańców.
Wieś leży na terenie historycznego regionu Borczali.
We wsi znajduje się meczet. W 2006 roku zbudowano szkołę średnią.

## Historia
Nazwa wsi po raz pierwszy została wymieniona w dokumentach historycznych z 1886 roku, podczas przeprowadzonego w regionie spisu ludności.

## Ludność
Według danych spisu ludności przeprowadzonego przez Państwowy Komitet Statystyczny Gruzji z 2002 roku populacja wsi Nazarlo wynosi 5808 osób i w 97% składa się z Azerów.

## Gospodarka
Ludność zajmuje się głównie wypasaniem owiec, hodowlą bydła i uprawą warzyw.